# 朝鮮民主主義人民共和国憲法
朝鮮民主主義人民共和国憲法（ちょうせんみんしゅしゅぎじんみんきょうわこくけんぽう）は、 朝鮮民主主義人民共和国（北朝鮮）の憲法（1948年9月8日制定）。

## 沿革
- 1947年11月18日　憲法制定委員会が組織される。
- 1948年2月7日　北朝鮮人民会議第4回会議で「憲法草案」の討議の実施を決定。
- 1948年4月25日　北朝鮮人民会議で「憲法草案」に関する討議される。
- 同年4月29日　北朝鮮人民会議特別会議「憲法草案」で満場一致で採択される。
- 同年7月9日　北朝鮮人民会議第5回会議「憲法実施について」採択される。
- 同年8月10日　中央選挙委員会が結成される。
- 同年8月25日　最高人民会議代議員選挙の実施。
- 同年9月8日　最高人民会議第1期第1回会議で憲法制定される。
- 同年9月9日　建国宣言、憲法施行される。
- 1954年から1962年にかけて一部改正を実施[1]。
- 1972年12月27日　全面改正されて朝鮮民主主義人民共和国社会主義憲法が制定される。

## 特色
朝鮮半島は第二次世界大戦の終結を受け、1910年の朝鮮併合以来続いてきた日本による朝鮮半島の統治が終わり、アメリカとソ連によって分割占領された。1948年8月には朝鮮半島の南部に大韓民国が建国され朝鮮半島が分断されて朝鮮半島の北部にソ連の援助によって1948年9月には社会主義政権が誕生した。

北朝鮮人民委員会の首班だった金日成は、ソ連最高指導者ヨシフ・スターリンの指導の下、当時有効だったソ連のスターリン憲法を朝鮮の実情に合わせる形で導入することにし、起草を進めさせた。スターリン憲法は、民主主義の発展と国民の幅広い権利の擁護を明記しており、西側先進国の進んだ民主主義手法、人権制度を取り入れつつ、それを如何にしてソ連型社会主義ないしはスターリン主義体制に適用していくかという点を重視して組み立てられていた。共和国憲法の起草にあたっても、この点が大いに参考にされた。

1948年憲法では、立法機関として最高人民会議及び最高人民会議常任委員会が設置されて、行政機関として内閣が設置されて、司法機関として最高裁判所が設置された。また、土地改革、重要産業の国有化などが明記されて社会主義的な経済政策が実行されていった。

その後、金日成は対立する政敵派閥を順次粛清し、自主・自立・自衛の柱と領袖論を中心に据えた主体思想を強調する。1967年（主体56年）、最後まで残った政敵派閥の甲山派が粛清により壊滅。直後に行われた朝鮮労働党第4期第16回中央委員会総会では唯一思想体系として主体思想を前面に出す決定がなされ、以後金日成への個人崇拝が強化される。
1972年（主体61年）12月27日の最高人民会議第5期第1回代議員会議で、共和国憲法は主体思想を絶対的な指導指針とし、より中央集権的で共産主義的な後継法の朝鮮民主主義人民共和国社会主義憲法へと全部改正された。